# Park Gok-ji
Park Gok-ji (* 28. Februar 1965 in Busan) ist eine südkoreanische Filmeditorin. Sie ist verheiratet mit dem Filmregisseur Park Heung-sik. Sie nutzte ihr Netz in der südkoreanischen Filmindustrie und produzierte seinen Film The Railroad (2007). Auch für seinen dritten Film, der südkoreanisch-italienischen Co-Produktion Twenty Again, war sie als Produzentin tätig.
Sie gehört zu den bekanntesten Filmeditorinnen Südkoreas und gewann einige Filmpreise.

## Filmografie (Auswahl)
- 1991: Fly High Run Far-Kae Byok (개벽 Gae-byeok)
- 1992: May Our Love Stay This Way (우리사랑 이대로 Uri Sarang Idaero)
- 1993: Sopyonje – Die blinde Sängerin (서편제)
- 1993: The Scent at the Edge of the World (세상끝의 향기 Sesangkkeut-ui Hyanggi)
- 1995: 301/302 – Der Fall ist gegessen (삼공일, 삼공이)
- 1996: The Ginkgo Bed (은행나무 침대)
- 1996: Der Tag, an dem ein Schwein in den Brunnen fiel (돼지가 우물에 빠진 날 Dwaejiga Umul-e Ppajin Nal)
- 1996: Crocodile (악어 Ageo)
- 1997: The Contact (접속)
- 1997: Leise Stimmen 2/Gewohnte Traurigkeit (낮은 목소리 2 Najeun Moksori 2)
- 1997: No. 3
- 1999: Lies – Lust und Lügen (거짓말)
- 1999: Shiri (쉬리)
- 2001: Friend (친구)
- 2001: Failan (파이란)
- 2001: My Wife Is a Gangster (조폭 마누라)
- 2001: Out of Justice – Gegen jedes Gesetz (이것이 법이다 Igeosi Beop-ida)
- 2001: Say Yes (세이 예스)
- 2003: Save the Green Planet (지구를 지켜라!)
- 2003: Madeleine (마들렌)
- 2003: Tube (튜브)
- 2004: Face (페이스)
- 2004: Brotherhood – Wenn Brüder aufeinander schießen müssen (태극기 휘날리며 Taegeukki Hwinallimyeo)
- 2006: Straßen der Gewalt (비열한 거리 Biyeolhan Geori)
- 2006: Gang Fight (뚝방전설 Ttukbang Jeonseol)
- 2006: KillerLady (조폭 마누라 3)
- 2006: 200 Pounds Beauty (미녀는 괴로워 Miyeo-neum Goerowo)
- 2007: Miss Gold Digger (용의주도 미스신)
- 2007: The Railroad (경의선 Gyeonguiseon)
- 2007: Le Grand Chef (식객 Sikkaek)
- 2008: Blood & Flowers – Der Wächter des Königs (쌍화점 Ssanghwajeom)
- 2009: Take Off (국가대표 Gukka Daepyo)
- 2010: Bangga? Bangga! (방가? 방가!)
- 2011: Prisoners of War (마이웨이 My Way)
- 2012: Howling (하울링)
- 2012: Helpless (화차/火車 Hwacha)
- 2012: Contamination – Tödliche Parasiten (연가시)
- 2012: Almost Che (강철대오: 구국의 철가방)
- 2013: Blood and Ties (공범)
- 2013: Boomerang Family (고령화 가족)
- 2014: Awaiting (민우씨 오는 날)
- 2015: Gangnam Blues (강남 1970 Gangnam 1970)
- 2015: Salute D’Amour (장수상회)
- 2015: Twenty Again (두 번째 스물 Du Beonjjae Seumul)